# Ein gutes Herz
Ein gutes Herz ist eine Tragikomödie von Dagur Kári aus dem Jahr 2009. Sie entstand in internationaler Co-Produktion.

## Handlung
Der alte Jacques betreibt in New York die heruntergekommene Kneipe House of Oysters (Haus der Austern), in der er nur Stammkunden bedient, die er zudem grundsätzlich unfreundlich behandelt. Seit längerer Zeit herzschwach, bricht Jacques bei einer Entspannungsübung, die ihn aufregt, mit einem Infarkt zusammen. Im Krankenhaus landet er im selben Zimmer wie der junge Obdachlose Lucas, der einen Selbstmordversuch unternommen hat. Zwar haben sich beide Männer nicht viel zu sagen, doch sucht Jacques ihn auf der Straße auf, nachdem er aus dem Krankenhaus entlassen wurde. Er nimmt Lucas mit sich, will er ihn doch zu seinem Nachfolger aufbauen. Lucas erweist sich zunächst als zu freundlich und zu gutmütig. Wie über Jahre praktiziert, schläft er zudem nur unter dem Bett und fühlt sich in den neuen Sachen, die Jacques ihm kauft, eher unwohl. Mit der Zeit lernt Lucas den „richtigen“ Umgang mit den Stammkunden, der Laufkundschaft und der Kaffeemaschine. Gesellschaft leistet ihm in der Bar neben Jacques auch die Ente Estragon, die beide Männer bereits für das nahende Weihnachtsfest gekauft haben und die sie bis zum Schlachten mit feinem Essen „von innen nach außen marinieren“ wollen.
Eines Tages erscheint die junge April in der Bar. Sie hat ihren Job als Flugbegleiterin verloren und kann sich eine Rückreise nach Frankreich nicht leisten. Lucas lässt sie in seinem Zimmer übernachten und zieht so den Zorn von Jacques auf sich. Der bestimmt, dass April innerhalb von 24 Stunden aus der Bar verschwinden soll. Lucas gibt ihr heimlich Geld, doch kauft sie sich davon lieber neue Kleider. Als sie zurückkommt, macht sie Lucas einen Heiratsantrag und der stimmt zu. Er trennt sich von Jacques im Streit und dieser erleidet einen weiteren Herzinfarkt, als er sich über die Stammkunden aufregt, die ihm zum Geburtstag eine Torte schenken wollen. Im Krankenhaus erlaubt Jacques Lucas, April zu heiraten. Die einfache Hochzeit findet kurz darauf statt. Als April einige Zeit später mit einem Stammkunden flirtet, jagt Lucas sie davon. Erst jetzt erkennen Jacques und auch die Stammkunden, wie sehr sie April vermissen.
Zur Weihnachtszeit liegt Jacques im Krankenhaus. Sein Gesundheitszustand hat sich verschlechtert und er steht auf der Warteliste für ein Spenderherz. Das Weihnachtsfest verbringt er in der Bar, wo er auf die Schlachtung von Estragon verzichtet. Zu Silvester jedoch liegt er fast schon im Sterben im Krankenhaus. In der Bar ist unterdessen die Silvesterfeier im vollen Gange. Lucas ist glücklich, da April zu ihm zurückgekehrt ist. Mitten in der Feier bemerkt Lucas, dass Estragon verschwunden ist. Er sieht ihn unweit der Bar auf der Straße. Beim Versuch, ihn einzufangen, wird Lucas von einem Auto erfasst. Er ist sofort tot. Sein Herz erhält Jacques. Einige Zeit später sieht man Jacques am Meer. Er hat Freunde aufgesucht, die im sonnigen Süden leben. Ein Bild von ihm und Lucas ist jedoch immer in seiner Nähe.

## Produktion
Ein gutes Herz ist der dritte Spielfilm von Regisseur Dagur Kári. Er wurde in New York City, auf Island sowie in der Dominikanischen Republik (Schlussszene) gedreht. Der Film erlebte am 11. September 2009 auf dem Toronto International Film Festival seine Weltpremiere und lief am 7. Oktober 2010 auf dem Hamburg Film Festival erstmals in Deutschland; am 25. November 2010 kam der Film in die deutschen Kinos und erschien 2011 auf DVD.

## Kritik
Arte nannte Ein gutes Herz eine „absurde Tragikomödie, in der das ‚Ökosystem‘ Bar zum Sinnbild menschlicher Gemeinschaft wird“. „Eine typische Underdog-Geschichte, die durchaus berührt“, befand Prisma, und verglich den Humor des Films mit Regisseursarbeiten von Jim Jarmusch und Aki Kaurismäki. Dieselben Vergleiche zog auch Philipp Bühler in der Berliner Zeitung. Er meint, der Film sei „nicht unbedingt eine Sache für den Kopf, eher ein Genuss für den Moment“. „Vielleicht fehlt etwas in Káris wunderbar sparsamem, grau in grau leuchtenden Film. Vielleicht wird er eine Spur zu leicht und zu sehr zur Weihnachtsgeschichte. Aber allein für die Art und Weise, wie die Welt der Machbarkeiten und des positiven Denkens hineinscheinen ins Nichtmachbare, lohnt es, ‚Ein gutes Herz‘ zu sehen“, fasste Der Tagesspiegel zusammen. Die Zeit urteilte ähnlich, kritisierte den Schluss als zu kitschig und empfand, dass das Gefühl bleibe, dass „etwas fehle“, so blieben Handlungsmotivationen unerklärt.

## Auszeichnungen
Beim Göteborg International Film Festival gewann Rasmus Videbæk den Nordic Vision Award als bester Kameramann. Zudem war der Film 2010 für den Filmpreis des Nordischen Rates nominiert.
Bei der Verleihung des isländischen Filmpreises Edda gewann Ein gutes Herz 2011 vier Preise: Dagur Kári erhielt eine Edda als Regisseur des Jahres und für das Drehbuch des Jahres, Helga Rós Hannam wurde für das Beste Kostümbild ausgezeichnet und Halfdan Pedersen und Zik Zak Filmworks erhielten den Preis für das Beste Szenenbild. In vier weiteren Kategorien erhielt der Film Edda-Nominierungen (Schauspieler des Jahres – Brian Cox; Bester Film; Beste Kamera – Rasmus Videbæk; Bester Schnitt – Andri Steinn). 